# Granozzo con Monticello
Granozzo con Monticello é uma comuna italiana da região do Piemonte, província de Novara, com cerca de 1.216 habitantes. Estende-se por uma área de 19 km², tendo uma densidade populacional de 64 hab/km². Faz fronteira com Casalino, Confienza (PV), Nibbiola, Novara, Vespolate.

## Demografia
| Variação demográfica do município entre 1861 e 2011                               |
|                                                                                   |
| Fonte: Istituto Nazionale di Statistica (ISTAT) - Elaboração gráfica da Wikipedia |